# 1985年中国大陆
| 中国历史 / 中国历史年表 |
| 世紀： 19世纪中国 / 20世纪中国 / 21世纪中国 |
| 年代： 1950年代中国大陆 / 1960年代中国大陆 / 1970年代中国大陆 / 1980年代中国大陆 / 1990年代中国大陆 / 2000年代中国大陆 / 2010年代中国大陆                     |
| 年份： 1981年中国大陆 / 1982年中国大陆 / 1983年中国大陆 / 1984年中国大陆 / 1985年中国大陆 / 1986年中国大陆 / 1987年中国大陆 / 1988年中国大陆 / 1989年中国大陆 |
| 纪年： 乙丑年（牛年）、中华人民共和国成立36周年 |

## 黨和國家領導人

### 最高領導人
- 中國共產黨中央委員會總書記：胡耀邦

### 國家元首
- 中華人民共和國主席：李先念

### 政府首腦
- 中華人民共和國國務院總理：趙紫陽

## 大事記

### 2月
- 2月6日——上海汽車集團與德國大眾汽車合资经营的上海大眾成立。
- 2月20日——中国第一个南极考察站——长城站在南极乔治岛建成。

### 5月
- 5月19日——香港隊在北京工人體育場舉行的1986年世界盃外圍賽亞洲區小組賽中以2:1擊敗中國隊，賽後支持中國隊的球迷不滿賽果而引發騷亂，史稱五一九事件。

### 6月
- 6月4日——中央軍委主席鄧小平在中央軍委擴大會議上宣佈中國人民解放軍進行百萬大裁軍。

### 7月
- 7月5日——中国国务院常务会议批准国家科委、原教育部、中国科学院《关于试办博士后流动站的报告》。中国博士后制度正式诞生。

### 8月
- 8月18日——松花江哈尔滨段发生恶性沉船事故，造成171人溺水死亡。

### 9月
- 本月——由中、日兩國合營的埕北油田局部投產，成為改革開放後首個中外合營海上油田。

### 10月
- 10月1日——中華人民共和國与格林纳达建立外交关系。但由於之後格林纳达与中華民國（台灣）建交，中華人民共和國於1989年8月7日中止與格林纳达的外交关系。2005年中格复交。

### 11月
- 本月——马来西亚首相马哈迪·莫哈末率领203人代表团访华，为建交11年来发展缓慢的马中关系寻求突破。

## 出生
- 7月20日：趙睿，受僱於俄羅斯武裝力量的僱傭兵，2023年於參與俄羅斯入侵烏克蘭期間陣亡。